# Richard Tracey
Richard Patrick Tracey, JP (8 février 1943 - 19 mars 2020), est un journaliste et présentateur et un homme politique du Parti conservateur britannique . Il est député de Surbiton de 1983 à 1997, et ministre des Sports entre 1985 et 1987. Il est ensuite membre de l'Assemblée de Londres, dans laquelle il représente la circonscription de Merton et Wandsworth, de 2008 à 2016, date à laquelle il prend sa retraite. Il est le chef adjoint du groupe conservateur de l'Assemblée de Londres.

## Jeunesse et éducation
Tracey fait ses études à la King Edward VI Grammar School, Stratford-upon-Avon, et étudie le droit à l'Université de Birmingham, où il obtient un LLB (Hons) .
De 1964 à 1966, Tracey est rédacteur en chef pour le Daily Express . De 1966 à 1978, il travaille comme présentateur et reporter pour la BBC, impliqué dans les principaux programmes télévisés et radiophoniques d'actualité et de documentaires. Il est consultant en affaires publiques entre 1978 et 1983, et entre 1997 et 2008. Il est l'auteur de World of Motor Sport (avec Richard Hudson-Evans), publié en 1971, et Hickstead – The First Twelve Years (avec Michael Clayton), publié en 1972 .
Après s'être présenté sans succès à Northampton North en octobre 1974, il devient président de la Putney Conservative Association, puis vice-président de la région du Grand Londres du Parti conservateur. Il est aussi président de l'Association conservatrice de Tooting.

## Carrière politique

### Parlement
Tracey est député de Surbiton de 1983 à 1997, date à laquelle la circonscription est abolie en raison de modifications des limites. Il est ministre de l'Environnement et des Sports, luttant contre le hooliganisme dans le football de 1985 à 1987, s'opposant au parrainage sportif par les compagnies de tabac, et est l'un des principaux partisans de la Loterie nationale de 1991 à 1992. Il est membre du comité spécial pour la télévision de la Chambre de 1987 à 1989; et du Comité des comptes publics de 1993 à 1997. Il est président du groupe des députés conservateurs de Londres de 1990 à 1997. Aux élections générales de 1997, il se présente sans succès à Kingston et Surbiton. Il fait partie du comité exécutif de l'Association des anciens députés .

### Assemblée de Londres
En 2008, Tracey est élu membre de l'Assemblée de Londres représentant Merton et Wandsworth, devenant plus tard chef adjoint du groupe conservateur et chef conservateur des transports. Il fait campagne pour resserrer la loi sur les grèves des transports à Londres et inaugure l'achèvement de la ligne ferroviaire Overground jusqu'à Clapham Junction. Il cherche à réduire la pollution des bus et des poids lourds à Putney High Street et ailleurs. Il travaille sur l'extension du Wimbledon Tramlink à Morden et St Helier. Il est vice-président de la London Fire and Emergency Planning Authority (2010-2012) et membre de la Metropolitan Police Authority (2008-10). En 2008, il est nommé ambassadeur du maire pour le fleuve par le maire Boris Johnson, qu'il pousse avec succès à étendre le service de transport fluvial rapide en amont jusqu'à Putney en 2013 et obtient de nouveaux quais à Vauxhall, Battersea Reach et Battersea Power Station. Il est président du London Waste and Recycling Board de 2012 à 2016, avec des stratégies pour augmenter le recyclage à Londres . Il prend sa retraite en 2016, et son ancien siège Merton et Wandsworth est ensuite remporté par Leonie Cooper du Labour.
Tracey est un citoyen d'honneur de la ville de Londres à partir de 1984, un membre d'honneur de la Company of Watermen and Lightermen, président de Kingston Regatta et de Kingston RFC, juge de paix.

## Vie privée
Son épouse Katharine Tracey, anciennement Katharine Gardner, est conseillère principale du Wandsworth London Borough Council pendant 29 ans et reçoit l'OBE pour services rendus à l'éducation. Ils ont quatre enfants et huit petits-enfants.
Tracey est décédé paisiblement à son domicile le 19 mars 2020, à l'âge de 77 ans ,.